# Egmond (Adelsgeschlecht)

Stammwappen der Familie Egmond

Das Haus Egmond (auch Egmont geschrieben) war ein holländisches Uradelsgeschlecht. Die Mitglieder der Familie waren aufgrund ihres Ranges und Einflusses führend in der Entwicklung der Grafschaft Holland und den Niederlanden. Die beiden Hauptlinien, die ältere Egmond-Geldern (Herzöge von Geldern, 1538 erloschen) sowie die jüngere Egmond-Gavere (Grafen von Egmond, Fürsten von Gavere, 1707 als letzte Linie erloschen) hatten fürstlichen Rang. Daneben existierten diverse Linien und Zweige außerehelicher Abstammung. Eine davon, die gräfliche Linie Mirbach-Geldern-Egmont existiert noch heutzutage.

## Chronik

### Mittelalter
Namensgebend war das Kloster Egmond, die älteste Abtei der Niederlande und Grablege der Grafen von Holland, welches Mitglieder der Familie als Vögte verwalteten. Als Stammvater der Heeren van Egmond gilt nach einer Legende Radbold van Egmond (genannt 876–932), Vogt des Klosters. Die Familie lebte auf einem Hof nördlich des Klosters im Ortsteil Egmond aan den Hoef. Beerwout I. van Egmont soll aufgrund eines Gelübdes am Ersten Kreuzzug teilgenommen und nach seiner Rückkehr vom Abt des Klosters Erbrechte an dem Vogtshof erhalten haben. Als ihn dann 1129 der Graf von Holland zu seinem regionalen Vertreter ernannte, befestigte er den Hof, was zu Streit mit der Abtei führte. Das Slot op den Hoef, auch Kasteel Egmond genannt, wurde während des Streits um die Erbfolge des Grafen Dietrich VII. zerstört und danach neu aufgebaut. 1573 wurde es von den Söldnern des Dietrich Sonoy in Brand gesteckt, um nicht den Spaniern in die Hände zu fallen. Im 18. Jahrhundert kaufte die Familie das Schloss zurück; doch wurde es nach deren Aussterben 1798 auf Abbruch veräußert; heute stehen davon nur noch die Fundamente und die Schlosskapelle.
Im Laufe des 14. Jahrhunderts konnte das Geschlecht Egmond seinen Besitzstand erweitern und wurde somit auch in die Kämpfe gegen die Westfriesen sowie in Fehden hineingezogen. In weiterer Folge traten die Herren von Egmond im holländischen Haken-und-Kabeljau-Krieg gemeinsam mit den Herren van Arkel an die Spitze der Kabeljaus. Ende des 14. Jahrhunderts erbte Arnold von Egmond die Baronie IJsselstein mit einer Burg auf der Grenze Utrechts und Hollands. Ab diesem Zeitpunkt war das Geschlecht auch in die Utrechter Fehden verwickelt.

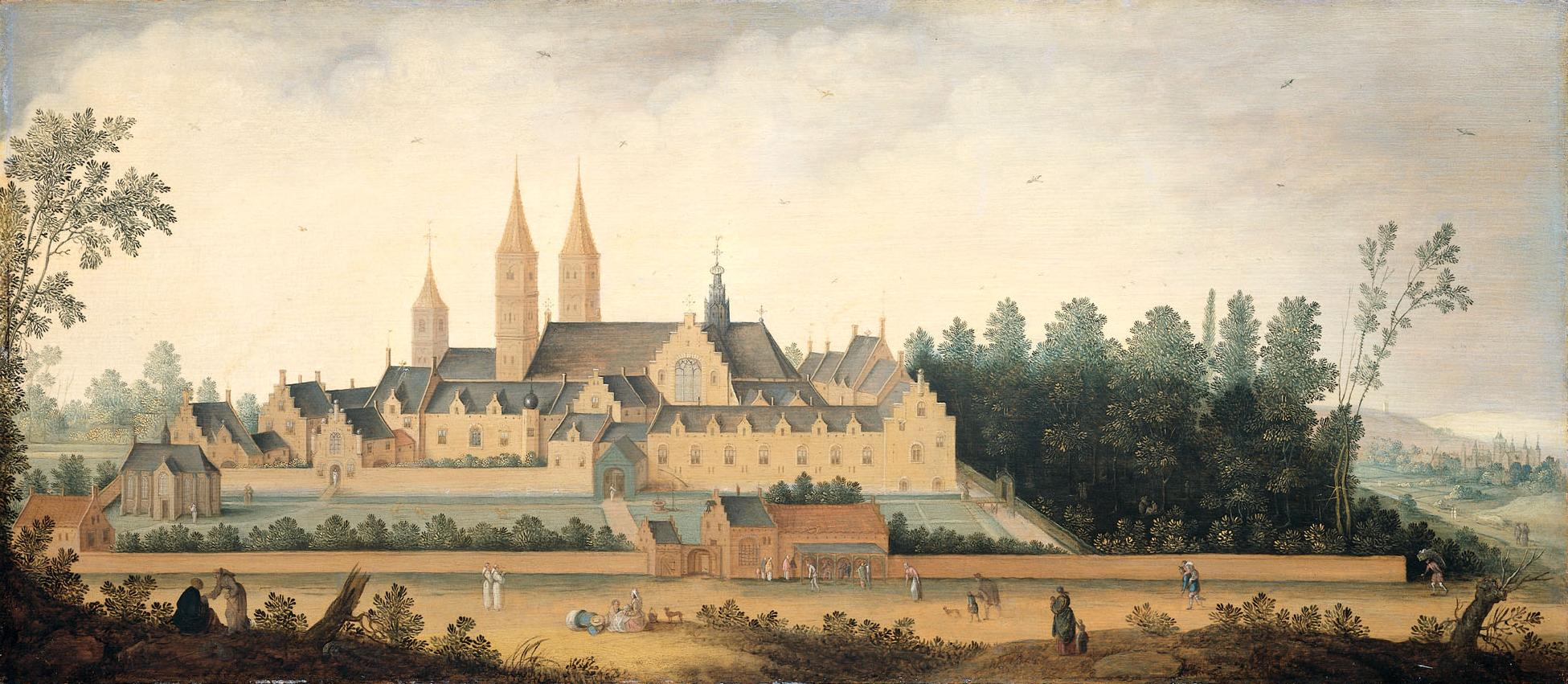
Kloster Egmond (1638)
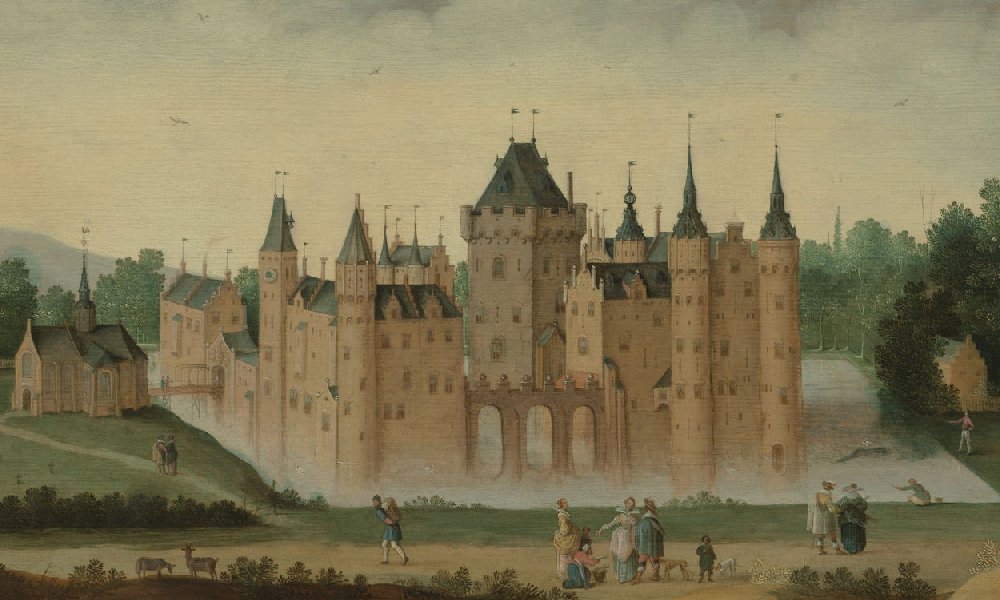
Kasteel Egmond (1638)
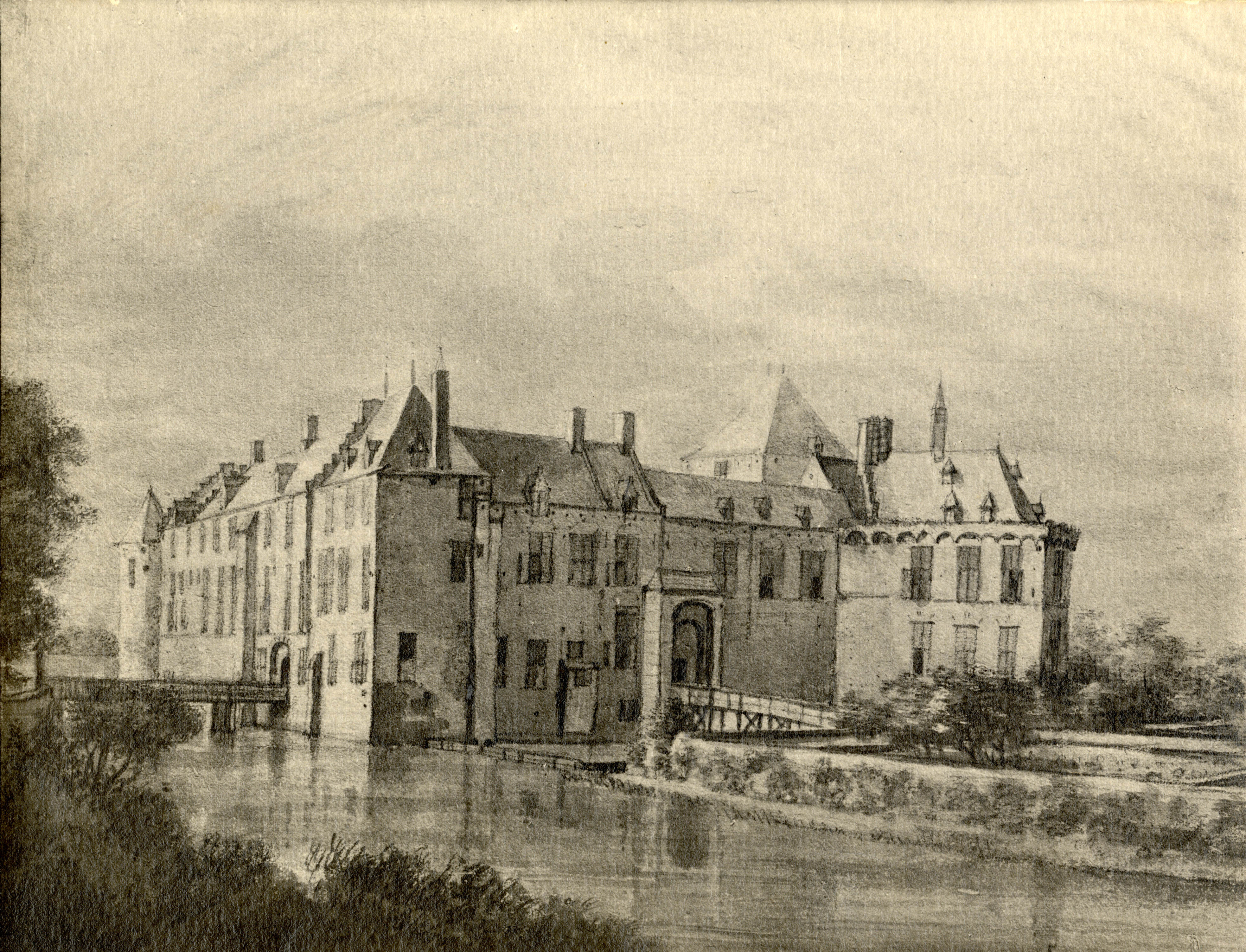
Kasteel IJsselstein (1646)

### Grafen und Herzöge
Im Laufe des Spätmittelalters und der Renaissance konnten sich die mit zahlreichen Privilegien ausgestatteten Herren von Egmond zu einem der führenden niederländischen Adelsgeschlechter entwickeln. Johann III. von Egmond wurde 1486 zum ersten Grafen von Egmond erhoben.
Arnold von Egmond erbte 1423 von seinem Großonkel Rainald IV. von Jülich und Geldern das Herzogtum Geldern (ein Territorium des Heiligen Römischen Reichs), das die Egmonds nominell bis 1543 als Reichsfürsten regierten. Doch gelang ihm die Durchsetzung des Erbanspruchs nur mittels langjähriger kriegerischer Auseinandersetzungen, auch mit seinem eigenen Sohn Adolf. Auch der Enkel Karl führte die Kriege fort. 1471 musste Arnold das Herzogtum an Karl den Kühnen verpfänden, was faktisch zum Verlust der geldrischen Selbstständigkeit führte, das nun vom Herzogtum Burgund regiert wurde, obwohl die Familie Egmond die Rechte und den Titel behielt. Im Frieden von Venlo 1543 gelang es den Habsburgern als Erben Burgunds, ihren Herrschaftsanspruch über Geldern endgültig durchzusetzen. Die herzogliche Linie endete 1538 mit Karl, der nur außereheliche Nachfahren hinterließ.

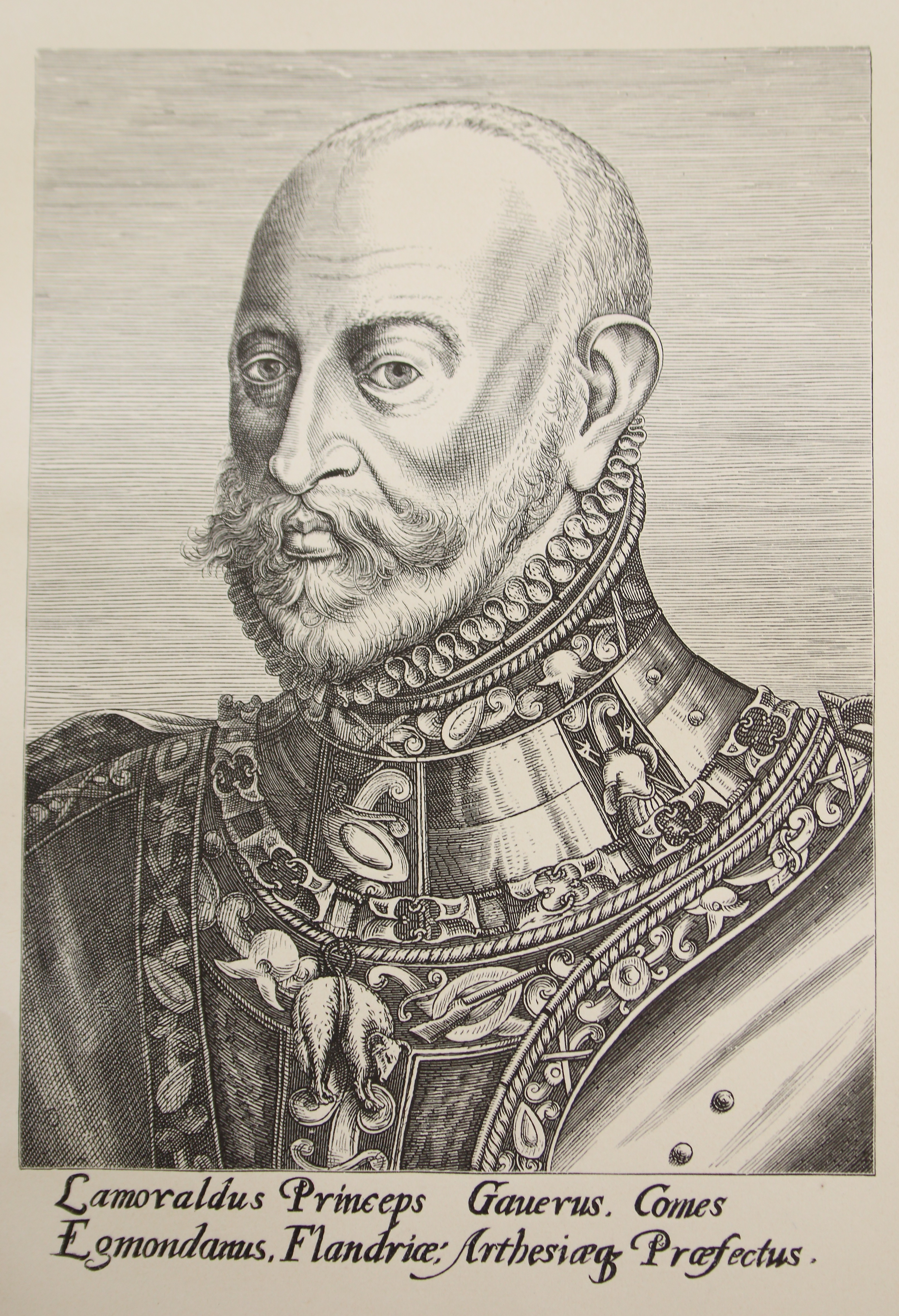
Lamoral von Egmond (1522–1568), Fürst von Gavere, spanischer Statthalter von Flandern und Artois (Goethes Egmont)

Arnolds jüngerer Bruder Wilhelm von Egmond (1412–1483) hatte die Söhne Johann III. von Egmond (1438–1516) und Friedrich von Egmond, Graf von Buren. Sie begründeten eine ältere und eine jüngere Linie. Der Enkel Johanns III., Lamoral von Egmond (1522–1568), wurde 1553 zum Fürsten von Gavere in Flandern erhoben. Der Titel bestand bis 1682, als der letzte Nachfahre, Fürst Lodewijk Filips, starb. Ebenfalls führte er zwischen 1560 und 1568 den Titel Prins (Fürst) van Steenhuize (Steenhuisen, Steenhuijsen). Lamoral diente Kaiser Karl V. als Militär, und dessen Sohn Philipp II. von Spanien als Statthalter von Flandern und Artois. In den beginnenden niederländischen Unruhen gehörte er zu den unzufriedenen Großen, welche sich der straffen Zentralisation der niederländischen Verwaltung und der streng katholischen Politik Philipps II. widersetzten und ein aristokratisches Regiment sowie ein gewisses Maß religiöser Toleranz durchsetzen wollten; dennoch verfolgte auch er in Flandern die Protestanten. Bei der Ankunft des Herzogs von Alba zwecks Niederschlagung der calvinistischen Bilderstürmer 1567 ritt er an dessen Seite in Brüssel ein, wurde aber kurz danach von dessen Blutrat zum Tode verurteilt und gleichzeitig mit dem Grafen von Hoorn am 5. Juni 1568 auf dem Großen Markt in Brüssel enthauptet. Er ist die Hauptfigur in Goethes Trauerspiel Egmont.
- Ferner gehörten den Egmond eine Reihe von Grafschaften, Baronien resp. Hohen Herrlichkeiten (siehe untenstehend).
- Neben den regierenden Hauptzweigen bestanden diverse Bastardlinien (siehe Abschnitt untenstehend).

### Besitzungen und Titel des Hauses Egmond (Auswahl)
- Herren und Grafen von Egmond (Anfang des 10. Jahrhunderts – 1619 und hernach bis 1707 als Titulargrafen)
- Barone von IJsselstein (1369–1558)
- Herzöge von Geldern (1423–1473, 1477, 1492–1538)
- Grafen von Zutphen (1423–1473, 1477, 1492–1538)
- Barone von Eindhoven (1483–1581)
- Grafen von Lingen (1547–1551)
- Grafen von Buren und Leerdam (1472/92–1558)
- Herren von Purmerend und Purmerland (1483–1568/1582)
- Fürsten von Gavere (1553–1682)
- Fürst von Steenhuize (Steenhuisen, Steenhuijsen) (1560–1568)

## Wappen
Die Familie Egmond verwendet ihr Stammwappen, das sechs rote Sparren auf Gold zeigt, bereits seit dem Jahr 1200.

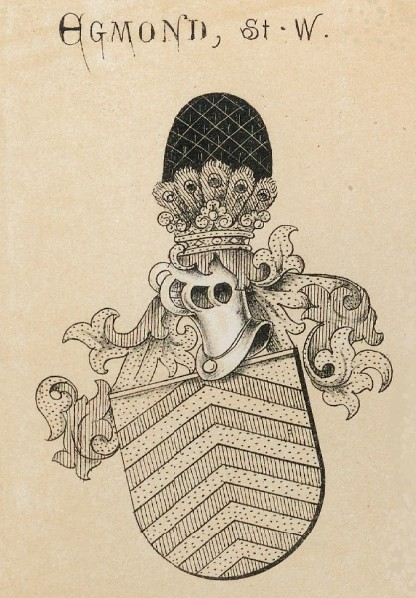
Stammwappen der Egmond (Siebmachers Wappenbuch)
Wappen des Floris van Egmond (1469–1539), Graf von Buren und Leerdam
Wappen des Adolf von Egmond (1410–1473), Herzog von Geldern
Wappen des Wilhelm II. van Egmond (1412–1483), Herr von Egmond, IJsselstein und Leerdam
Wappen des Johan III. van Egmond (1438–1516), erster Graf von Egmond
Wappen des Lamoral von Egmond, Fürst von Gavere, Graf von Egmond
Wappen der Anna von Egmond (1533–1558), Gräfin von Buren, Leerdam und Lingen
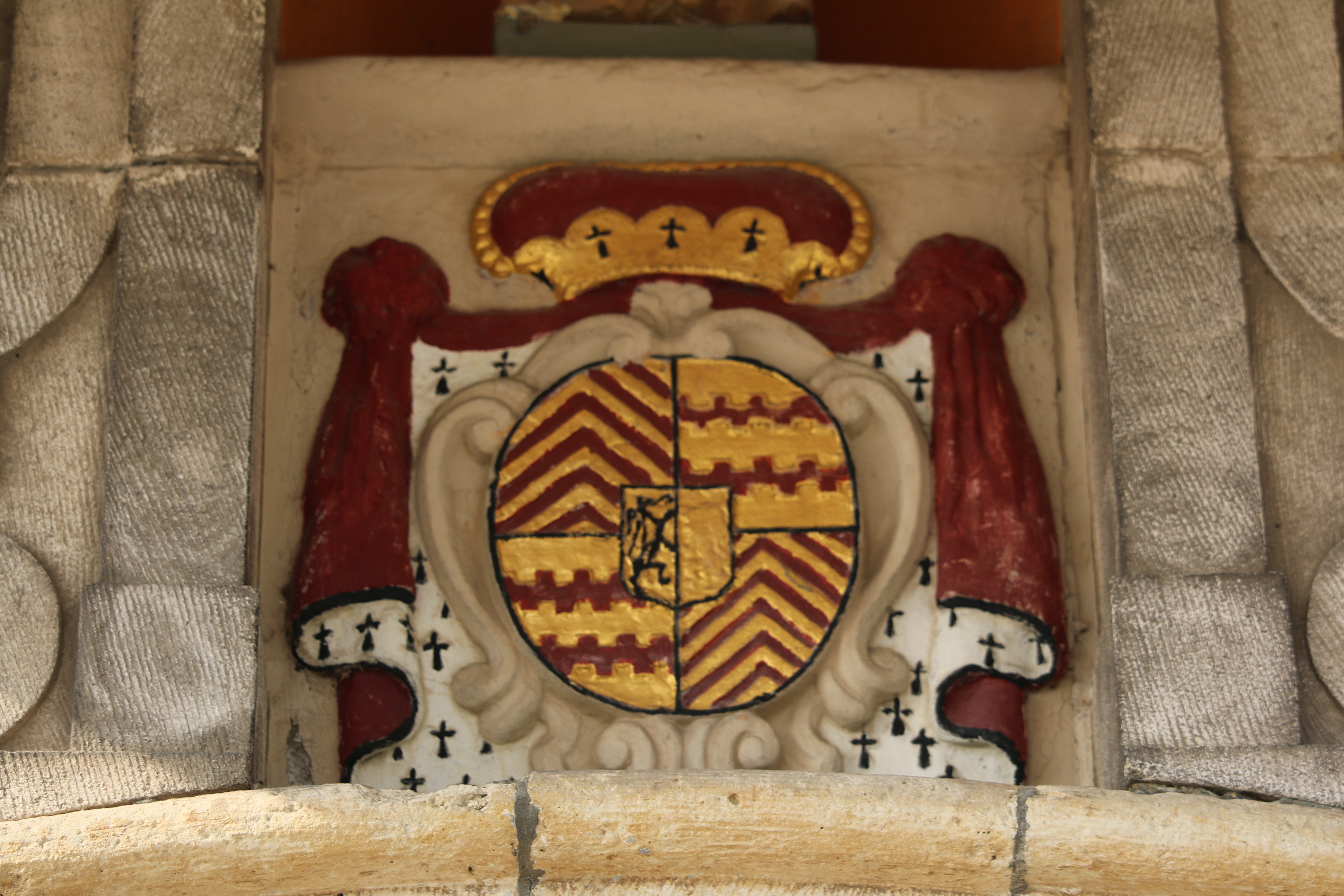
Wappen des Philipp von Egmond (1558–1590), Fürst von Gavere, Graf von Egmond

## Familienmitglieder
Diverse Grafen und Herzöge:
- Jan II. von Egmond (1385–1451), Regent des Herzogtums Geldern
- Arnold von Egmond (1410–1473), Herzog von Geldern
- Wilhelm von Egmond (1412–1483), Graf von Egmond, Herr von IJsselstein, Statthalter von Geldern
- Johann III. von Egmond (1438–1516), Statthalter von Holland, Zeeland und Friesland
- Adolf von Egmond (1438–1477), Herzog von Geldern
- Philippa von Egmond (1464–1547), verheiratet mit Herzog René II. von Lothringen
- Karl von Egmond (1467–1538), Herzog von Geldern
- Floris von Egmond (1469–1539), Graf von Buren, Statthalter von Geldern und Friesland
- Georg von Egmond (um 1504–1559), ab 1534 Fürstbischof von Utrecht
- Maximilian von Egmond (1509–1548), Graf von Buren, Statthalter von Friesland, Groningen und Overijssel, Kapitän-General der Niederlande
- Lamoral von Egmond (1522–1568), 4. Graf von Egmond, Fürst von Gavere, Statthalter von Flandern und Artois; diente als Hauptfigur in Goethes Trauerspiel Egmont
- Anna von Egmond (1533–1558), Gräfin von Buren, Leerdam und Lingen (Ems), Ehefrau von Wilhelm dem Schweiger
- Philip von Egmond (1558–1590), 5. Graf von Egmond, Fürst von Gavere

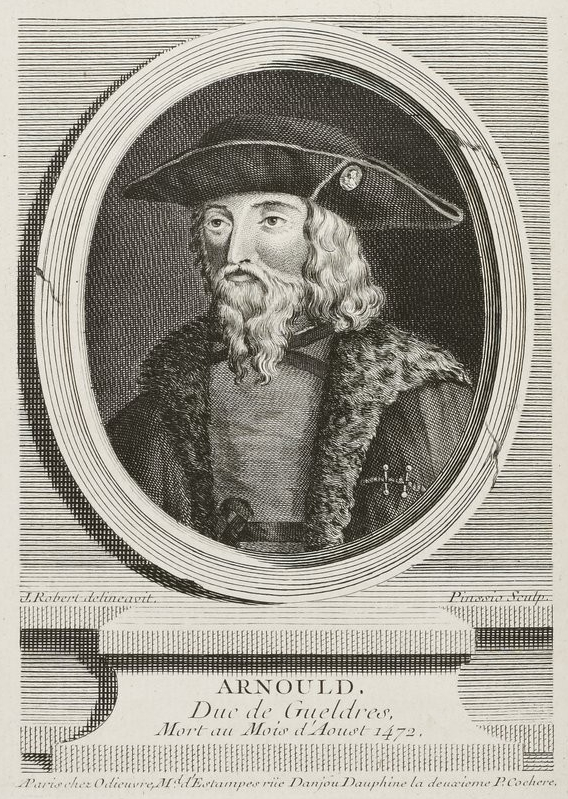
Arnold von Egmond (1410–1473), Erbe des Herzogtums Geldern
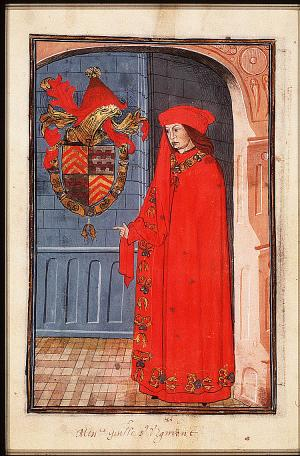
Wilhelm von Egmond (1412–1483), Statthalter von Geldern
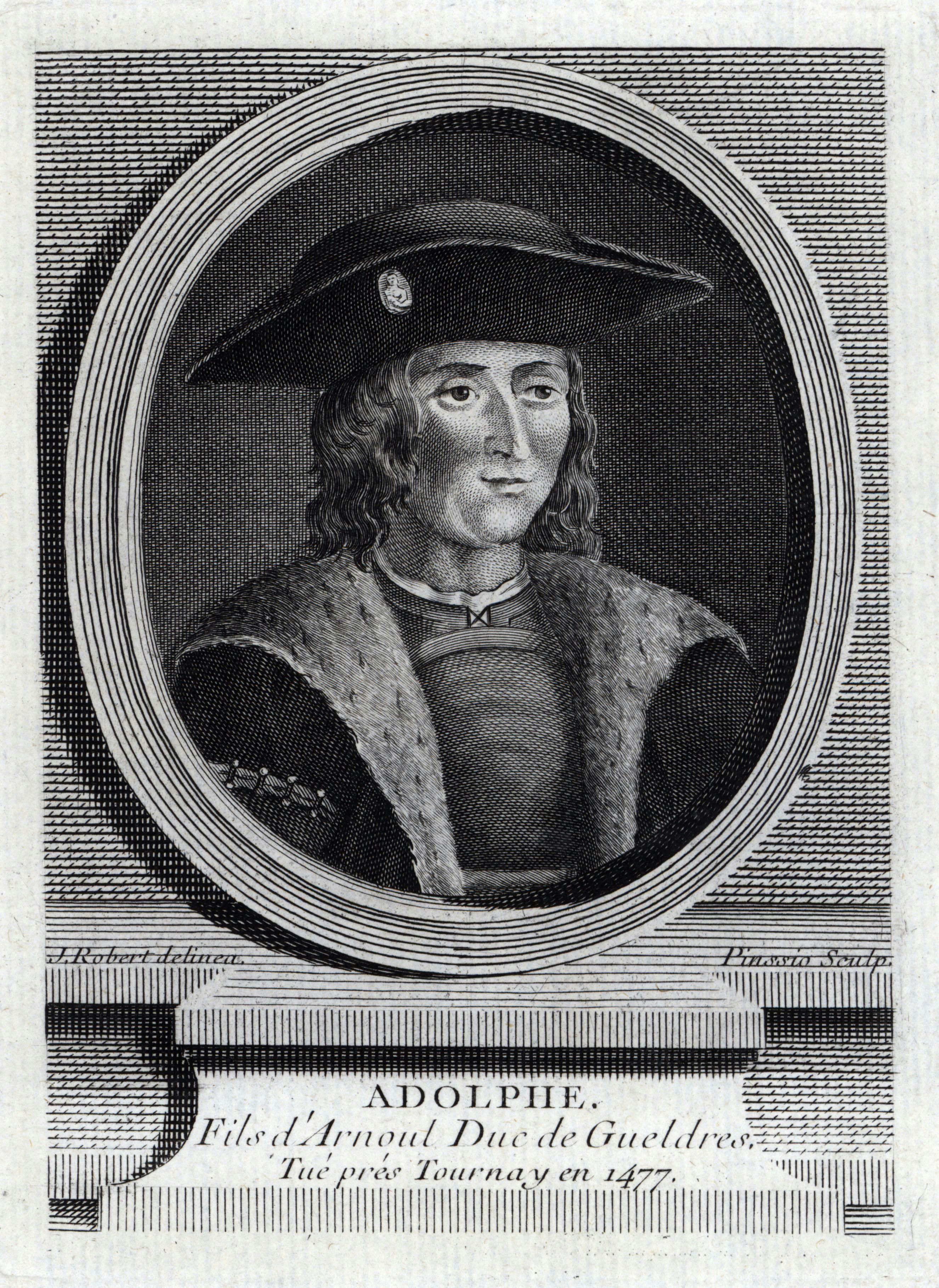
Adolf von Egmond (1438–1477), Herzog von Geldern
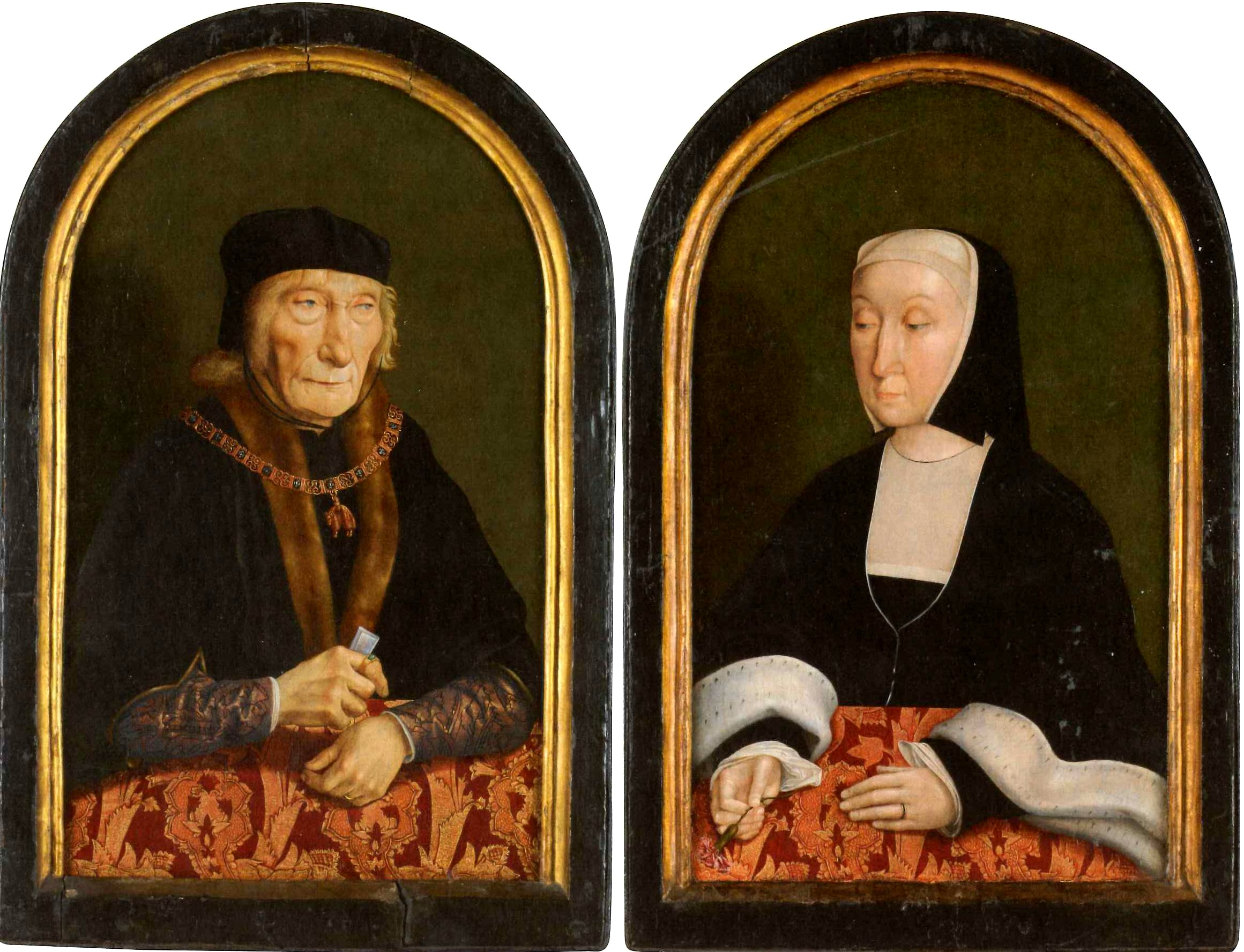
Johann III. (1438–1516), erster Graf von Egmond, und Magdalena
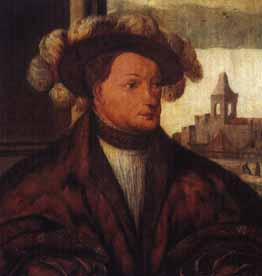
Karl von Egmond (1467–1538), Herzog von Geldern
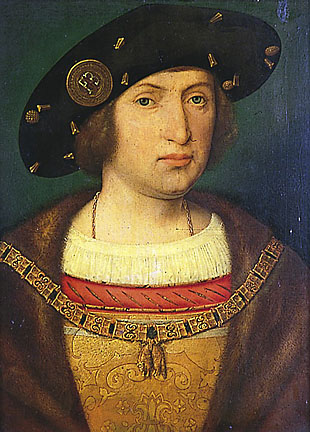
Floris von Egmond (1469–1539), Graf von Buren
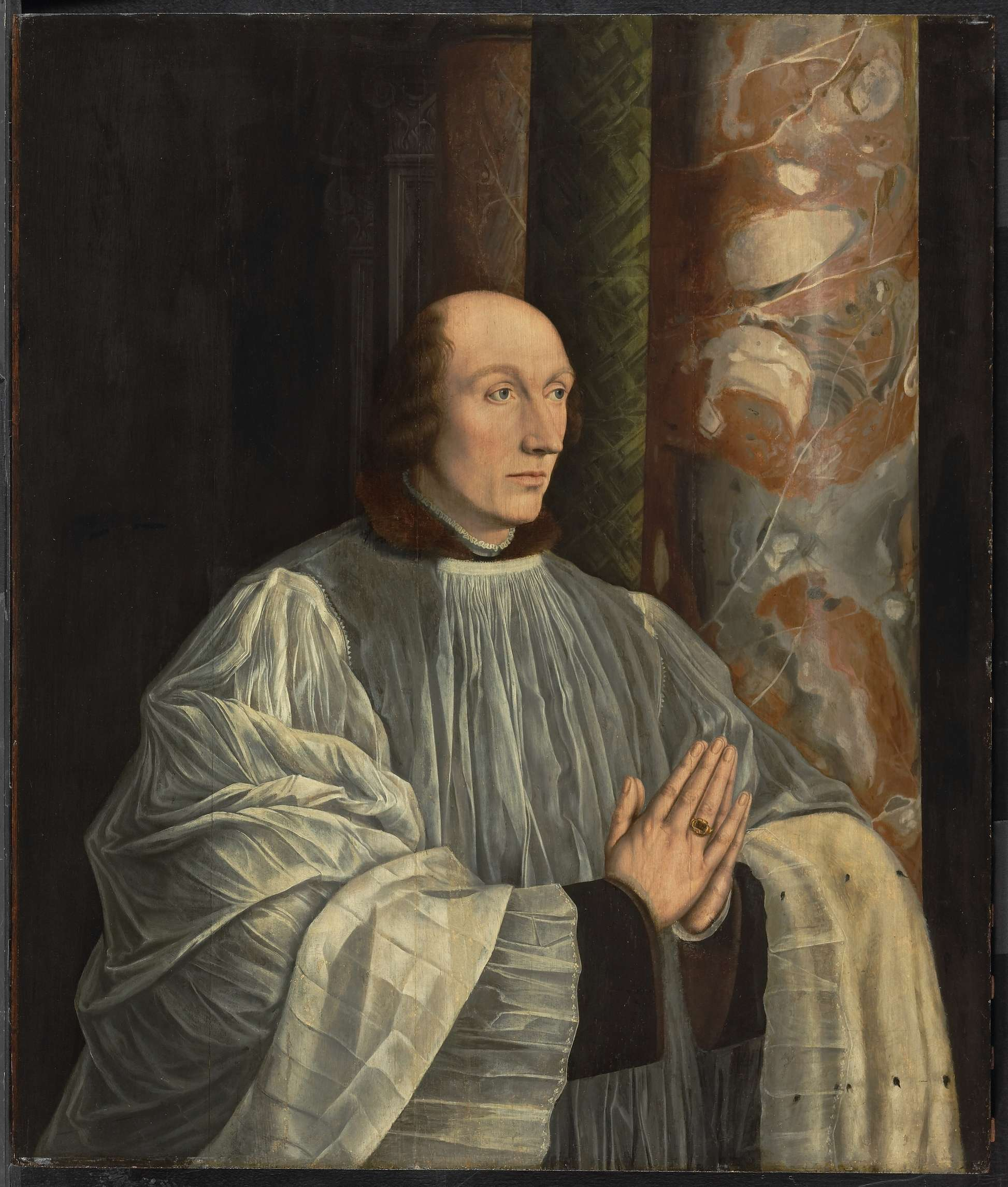
Georg von Egmond (um 1504–1559), Bischof von Utrecht
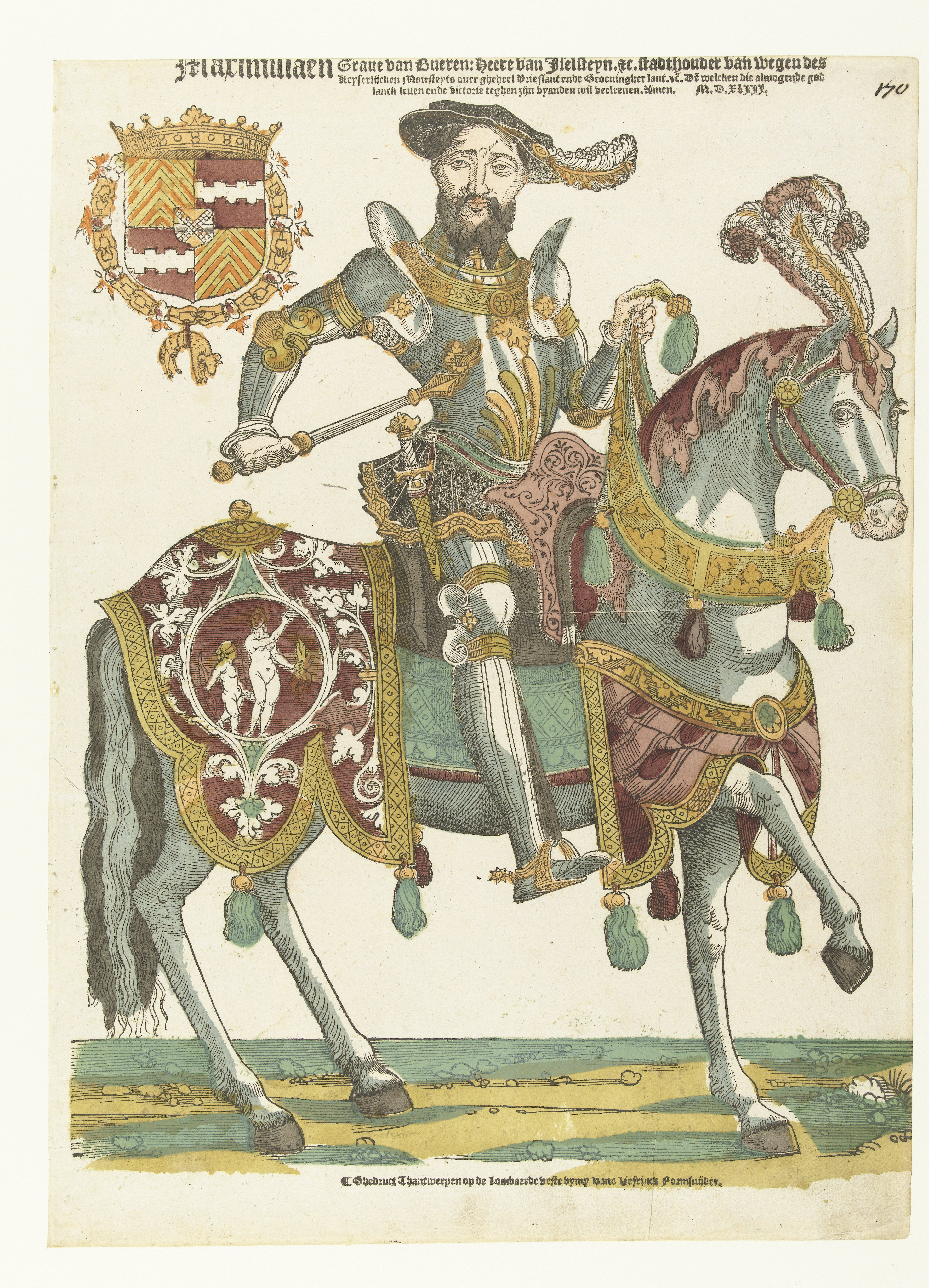
Maximilian von Egmond (1509–1548), Graf von Buren, Statthalter und Feldherr
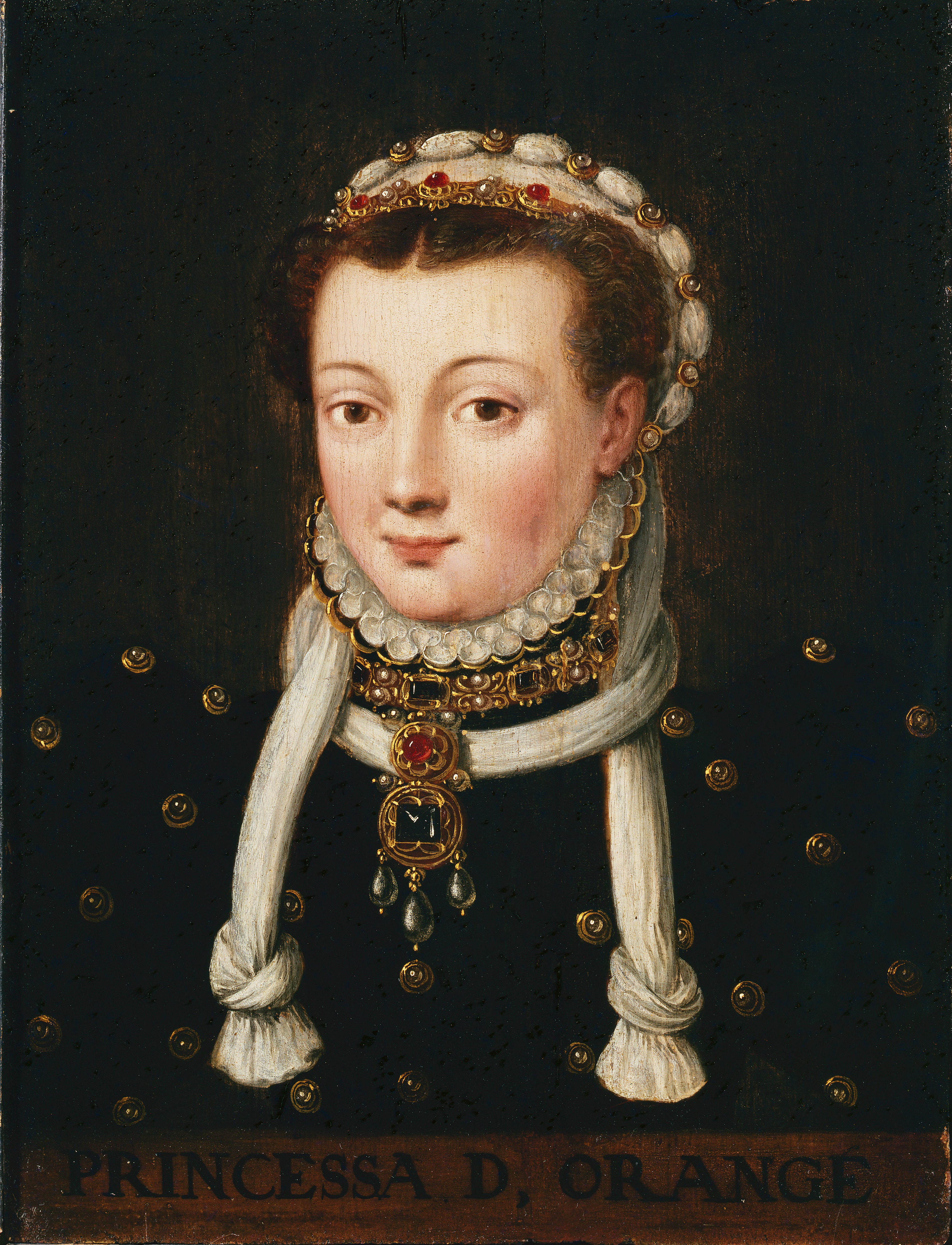
Anna von Egmond-Buren (1533–1558), Ehefrau von Wilhelm dem Schweiger von Oranien-Nassau
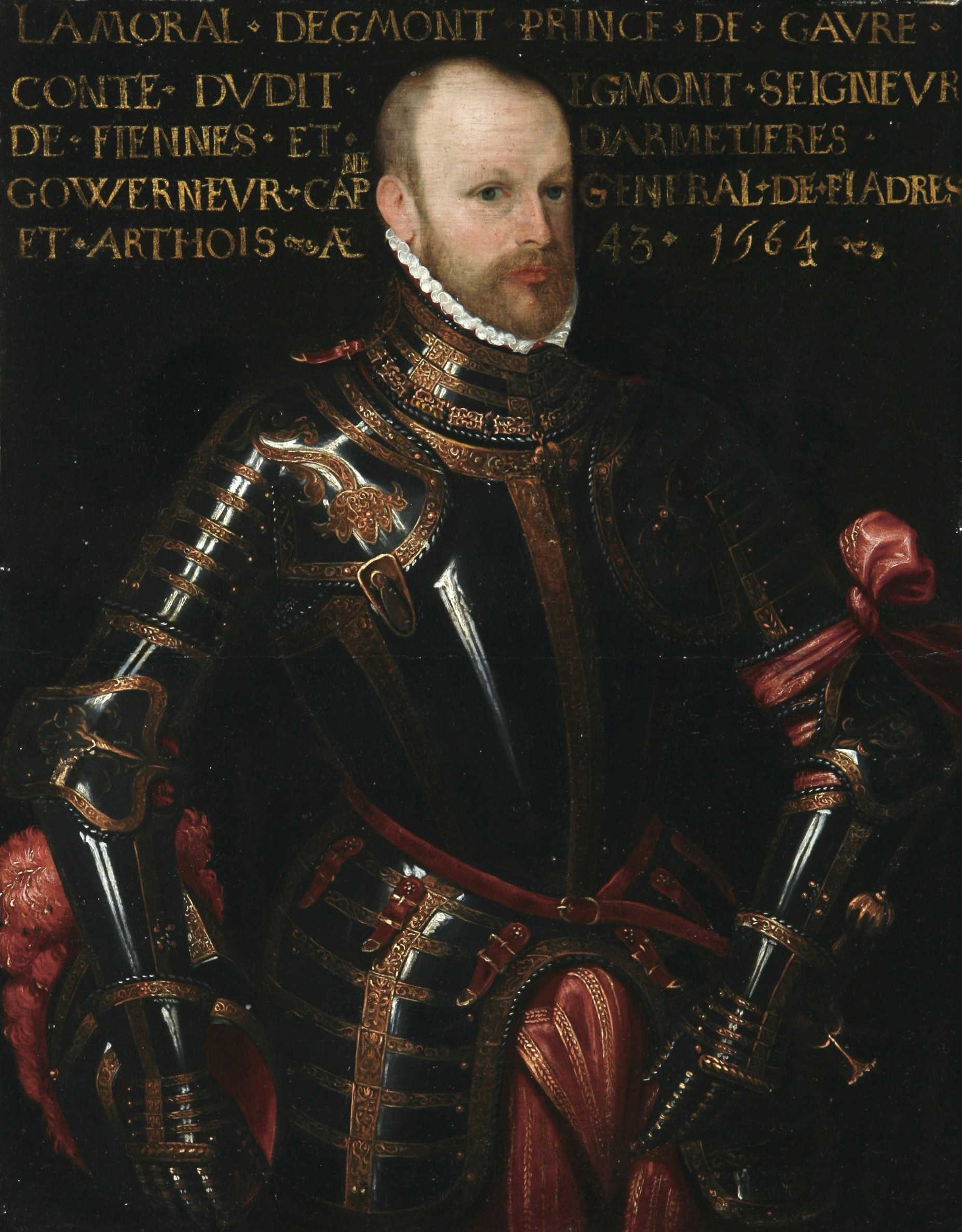
Lamoral von Egmond (1522–1568), Graf von Egmond, Fürst von Gavere und Steenhuize, spanischer Statthalter von Flandern und Artois

### Stammlinie
(Regenten sind fettgedruckt dargestellt)
Generation I bis XX →
1. Radbout I. van Egmond († 792), 1. Herr von Egmond, ehelichte mit Amaea
  1. Garbrant I. van Egmond († 845), 2. Herr von Egmond
  2. Wolbrant I. van Egmond († 868), 3. Herr von Egmond
    1. Radbout II. van Egmond († 4. August 919), 4. Herr von Egmond, ehelichte mit Lucretia der Franken (um 850–884), Tochter von Karel dem Kahlen
      1. Dodo I. van Egmond (884 – 21. Mai 977), 5. Herr von Egmond, ehelichte Cornelia von Braunschweig († 21. Dezember 982)
      2. Walengier I. van Egmond († 2. Jänner 1016), 6. Herr von Egmond, ehelichte Katharina, Tochter des Herzogs von Gloucester und hernach Helena von Brandenburg († 22. Juli 1027)
        1. aus 1. Ehe: Ghibert van Egmond, Dompropst zu Utrecht
        2. aus 2. Ehe: Dodo II. van Egmond († 10. März 1074), 7. Herr von Egmond, ehelichte Appolonia van Limburg
          1. Beerwout I. van Egmond (um 1050–1096), 8. Herr von Egmond, ehelichte Eleonora van Oostervant
            1. Barwout II van Egmond (um 1094–1158), 9. Herr von Egmond, ehelichte Rosemunde von Flandern († 1. Oktober 1114)
              1. Allard van Egmond (1130 – 1160), 11. Herr von Egmond, ehelichte Antonia van Henegouwen
                1. Wouter van Egmond (1145–1208), 12. Herr von Egmond, ehelichte Mabelia van IJsselmonde
                  1. Aarnout van Egmond
                  2. Gerard I. van Egmond († 1217), 13. Herr von Egmond
                    1. außerehelich Wouter van Egmond († 1223), Stammherr der Egmond van Merenstein und Egmond van Kenenburg

                  3. Wouter II. van Egmond, 14. Herr von Egmond
                  4. Willem I. van Egmond (1180–1234), 15. Herr von Egmond, ehelichte Badeloch van Amstel-IJsselstein
                    1. Maria van Egmond (jung verstorben)
                    2. Gerard II. van Egmond (um 1200–1242), 16. Herr von Egmond, ehelichte Beatrix van Haarlem
                      1. Willem II. van Egmond (um 1234–1304), 17. Herr von Egmond, ehelichte Ada van Brederode
                        1. Gerard II. van Egmond (1260–1300), ehelichte Elisabeth van Strijen
                          1. Willem III. van Egmond († 1312) 18. Herr von Egmond, ehelichte Margaretha van Blanckenhem († 1312)
                          2. Wouter III. van Egmond (1283–1321), 19. Herr von Egmond, ehelichte Beatrijs van der Doirtoghe
                            1. Jan I. van Egmond (vor 1310–1369), 20. Herr von Egmond, Herr von IJsselstein, Zevenhuizen und Zegwaard, Baljuw von Kennemerland und West-Friesland, Statthalter von Holland, ehelichte Guyote van IJsselstein
                            2. Wouter van Egmond
                            3. Ida van Egmond, ehelichte Willem van der Duyn
                            4. Sofia (* c. 1319)
                            5. Gerald / Gerrit (c. 1320 – c. 1397)

                          3. Nikolaas van Egmond, ehelichte Elisabeth van Heemskerk.
                          4. Jan van Egmond
                          5. Aleid van Egmond († 1311), ehelichte Jacob van Lichtenberg († 1304)
                          6. Sophia van Egmond († 1309), ehelichte den Herrn von Warmond
                          7. Gerard III. van Egmond, war Stammherr von diversen Bastardlinien des Hauses Egmond

                        2. Halewina († 1419), ehelichte Hendrik van Cuyck, burggraaf van Leiden

                      2. Sophia van Egmond (um 1240–1309), ehelichte Jacob van der Woude van Warmond

                  5. Halewine van Egmond, ehelichte Bartholomeus van Voorne van Naaldwijk (* 1170) und hernach Arend van Teylingen
                  6. Sybrant van Egmond
                  7. weiblich van Egmond, ehelichte Dirk Bokel

                2. Allard van Egmond (1150–12??), Herr von Buren (Nachkommen Heeren van Buren)

              2. Dodo III. van Egmond (1131–26. November 1200), 10. Herr von Egmond
              3. Werenbout van Egmond († 1. Oktober 1114 ?), Stammherr des Geschlechts Utenhage

            2. Steven van Egmond, 5. Abt von Egmond († 3. Januar 1105)

          2. Perinne (Petronella) van Egmond, ehelichte eventuell den Grafen von Clermont
          3. Oktrude (Geertruida) van Egmond, ehelichte den Herren von Lomerveld

      3. Antonia van Egmond, ehelichte den Herren van der Leede

Generation XXI bis XXX →
1. Jan I. van Egmond (vor 1310–1369), 20. Herr von Egmond, Herr von IJsselstein, Zevenhuizen und Zegwaard, Baljuw von Kennemerland und West-Friesland, Statthalter von Holland, ehelichte Guyote van IJsselstein
  1. Willem van Egmond (1332–1410), Herr von Zevenhuizen und Zegwaard, Schout der Stadt Delft, ehelichte Machteld van Hemert (* 1345)
  2. Arend van Egmond (um 1340–1409), 21. Herr von Egmond, Herr von IJsselstein und Zegwaard, ehelichte Jolanda van Leiningen (1352–1434)
    1. Jan II. von Egmond (um 1385–1451), 22. Herr von Egmond, Herr von IJsselstein, Ambachtherr von Breul und Hoogeveen, Vogt von Geldern für seinen Sohn Arnold
      1. → ältere Linie der Herzöge zu Geldern: Arnold von Egmond (1410–1473), Herzog von Geldern, Graf von Zutphen, ehelichte Katharina von Kleve (1417–1479)
        1. Maria von Egmond-Geldern (1429/1434–1463), ehelichte König Jakob II. von Schottland
        2. Willem von Egmond-Geldern (* 1434, † jung verstorben)
        3. Margaretha von Egmond-Geldern (1436–1486), ehelichte Herzog Friedrich I. von Pfalz-Simmern (1417–1480)
        4. Adolf von Egmond (1439–1477), Herzog von Geldern, Graf von Zutphen, ehelichte Catharine de Bourbon (1440–1469)
          1. außerehelich Reiner von Geldern (1460–1522), Stammherr der Familie Egmont-Geldern
          2. Philippa von Geldern (1464–1547), ehelichte Herzog René II. von Lothringen (1451–1508)
          3. Karl von Egmond (1467–1538), Herzog von Geldern, Graf von Zutphen, ehelichte Elisabeth von Braunschweig-Lüneburg (1494–1572); keine ehelichen Nachkommen

        5. Katharina von Egmond-Geldern (1439–1496), Regentin von Geldern

      2. → jüngere Linie der Herren und Grafen zu Egmond: Wilhelm von Egmond (1412–1483), 23. Herr von Egmond, Herr von IJsselstein, Schoonderwoerd und Haastrecht, Ambachtsherr von Hoogeveen, Statthalter von Geldern, ehelichte Walburga van Meurs
        1. laut einer Familienüberlieferung außerehelich Gerrit Wilhelmsz (1420/1435–vor 1480), Stammherr der Van Egmond van de Nijenburg
        2. Johann III. von Egmond (1438–1516), 24. Herr und seit 1486 1. Graf von Egmond, 8. Vrijheer von Purmerend, Purmerland und Ilpendam, Herr von Baer, Lathum, Hoogwoude en Aartswoude, Statthalter von Holland, Seeland und West-Friesland, ehelichte Magdalena van Werdenburg (Cousine von Kaiser Maximilian)
          1. Josina von Egmond (1485–1485)
          2. Walburga von Egmond (1490–1529), ehelichte Wilhelm I. von Nassau-Dillenburg (1487–1559)
          3. Katharina von Egmond (1491–1544), ehelichte Frank von Borsselen, Herr van Cortgene († 1522)
          4. Anna von Egmond (um 1493–1563), Äbtissin von Loosduinen
          5. Johanna von Egmond (1498–1541), ehelichte Georg Schenck von Tautenburg (1480–1540)
          6. Johann IV. von Egmond (1499–1528), 2. Graf von Egmond, 9. Vrijheer von Purmerend, Purmerland und Ilpendam, Herr von Hoogtwoude, Aartswoude, Baar, ehelichte Franziska von Luxemburg-Fiennes († 1557)
            1. Margaretha von Egmond (1517/18–1554), ehelichte Nicolas de Lorraine, duc de Mercœur (1524–1577)
            2. Karl I. von Egmond († 1541), 3. Graf von Egmond, 10. Vrijheer von Purmerend, Purmerland en Ilpendam, Herr von Baer
            3. Lamoral von Egmond (1522–1568), 1. Fürst von Gavere, Fürst von Steenhuize, 4. Graf von Egmond, Baron von Fiennes, 11. Vrijheer von Purmerend, Purmerland en Ilpendam, Vrijheer von Ameland, Herr von Hoogwoud und Aartswoud, Sotteghem, Armentières und Auxy, Statthalter von Flandern und Artois, ehelichte Sabine von Pfalz-Simmern (1528–1578)
              1. Philip von Egmond (1558–1590), 2. Fürst von Gavere, 5. Graf von Egmond, Baron von Gaasbeek, 12. und letzter Vrijheer von Purmerend, Purmerland und Ilpendam, Herr von Zottegem und Heeze, Statthalter von Artois, ehelichte Marie von Horn, diese Ehe blieb kinderlos
              2. Lamoral II. von Egmond (um 1565–1617), 3. Fürst von Gavere, 6. Graf von Egmond, Herr von Zottegem, ehelichte Marie de Pierrevive, diese Ehe blieb kinderlos
              3. Karl II. von Egmond (1567–1620), 4. Fürst von Gavere, 7. Graf von Egmond (verkaufte seine Rechte 1619 an die Staaten von Holland), Herr von Zottegem, Gouverneur von Namur, ehelichte Marie de Lens
                1. Alberta von Egmond (1593–1621), ehelichte René van Renesse van Elderen (um 1580–1637)
                2. Lodewijk von Egmond (1600–1654), 5. Fürst von Gavere, 8. (Titular)Graf von Egmond, Baron von Schorisse, Herr von Zottegem, ehelichte Maria Margaretha van Berlaymont
                  1. Lodewijk Filips van Egmond (1630–1682), 6. Fürst von Gavere, 9. (Titular)Graf von Egmond, Baron von Schorisse, Herr von Zottegem, habsburgischer Vizekönig von Sardinien, ehelichte Maria Ferdinanda van Croÿ
                    1. Maria Clara van Egmond (1661–1714), letztes (weibliches) Familienmitglied des Hauses Egmond, ehelichte Nicola Pignatelli (1658–1719)
                      1. Procopo Egmont-Pignatelli (1703–1743), Erbe des Hauses Egmond; Herzig von Bisaccia, 9. Fürst von Gavere, 12. (Titular)Graf von Egmond, Baron von Schorisse, Herr von Zottegem, ehelichte Henriette Julie de Durfort und führte die Linie Egmont-Pignatelli weiter

                    2. Lodewijk Ernest van Egmond (1665–1693), 7. Fürst von Gavere, 10. (Titular)Graf von Egmond, Baron von Schorisse, Herr von Zottegem, ehelichte Maria Theresia von Arenberg (1666–1716), diese Ehe blieb kinderlos
                    3. Procopo Frans van Egmond (1664–1707), 8. Fürst von Gavere, 11. (Titular)Graf von Egmond, Baron von Schorisse, Herr von Zottegem, Louise de Cosnac (1667/1668–1717), diese Ehe blieb kinderlos; letztes männliches Familienmitglied des Hauses Egmond
                    4. Angelica van Egmond, Kannonikerin in Nijvel
                    5. Maria-Theresia van Egmond, ehelichte Jan de Trazegnies, burggraaf van Arnemuiden

              4. Eleonore von Egmond († 1582), ehelichte Georg von Horn († 1608), Graf von Houtekercke
              5. Maria von Egmond († 1584), Nonne
              6. Francoise von Egmond († 1589)
              7. Madeline von Egmond, ehelichte Floris van Stavele, Graf von Herlies
              8. Maria Christina von Egmond (1554–1622), ehelichte Eduard von Bournonville (1533–1585), Graf von Henin-Lietard und Wilhelm von Lalaing (1563–1590), Graf von Hoogstraten und Renneburg sowie Karl II. von Mansfeld-Friedeburg (1543–1596)
              9. Anna von Egmond (* 1560), Nonne
              10. Sabina von Egmond (1562–1614), ehelichte Georg Eberhard von Solms (1563–1602)
              11. Johanna von Egmond (* 1563), Priorin in Brüssel

          7. Georg von Egmond (um 1504–1559), Bischof von Utrecht
          8. Philipp von Egmond, Herr von Baar (1509–1529)
          9. Josina von Egmond, ehelichte Johann II., Herr von Wassenaer, Burggraf von Leyden (1483–1523)

        3. → Linie der Grafen von Buren und Leerdam: Frederik von Egmond (um 1440–1521), 1. Graf von Buren, Graf von Leerdam, Herr von IJsselstein, Cranendonck und Eindhoven, ehelichte Aleida van Culemborg (1445–1471)
          1. Floris von Egmond (1470–1539), 2. Graf von Buren, Graf von Leerdam, Herr von IJsselstein, Cranendonck und Eindhoven, Statthalter von Geldern und West-Friesland, ehelichte Margaretha van Glymes-Bergen
            1. Maximilian von Egmond (1509–1548), 3. Graf von Buren, Graf von Leerdam und Lingen, Herr von IJsselstein, Jaarsveld, Sint-Maartensdijk, Cranendonck und Eindhoven, Statthalter von Friesland, Groningen und Overijssel, Kapitän-General der Niederlande, ehelichte Françoise de Lannoy (1513–1562)
              1. Anna von Egmond (1533–1558), Maximilians Erbtochter; 4. Gräfin von Buren, Gräfin von Leerdam und Lingen, Frau von IJsselstein, Borssele, Grave, Cranendonck, Eindhoven, Jaarsveld, Kortgene, Sint-Maartensdijk und Odijk, ehelichte Wilhelm I. von Oranien (1533–1584)

          2. Anna von Egmond, ehelichte Jozef von Montmorency und Jan van Horne
          3. Wemmer van Egmont van Buren
          4. außerehelich Christoffel van IJsselstein († um 1512), Stammherr der Egmond van IJsselstein

        4. Willem von Egmond, Statthalter von Geldern
        5. Anna von Egmond (1440–1462), ehelichte Bernhard von Bentheim (1435–1476)
        6. Elisabeth von Egmond († 1539), ehelichte Gijsbrecht van Bronckhorst
        7. Walburgia von Egmond, Nonne zu Renkum
        8. Margaretha von Egmond, ehelichte Johan van Merode und hernach Godert Torck

    2. Willem van Egmond (um 1387–1451)

  3. Jan van Egmond († 1360), ehelichte Johanna van Raaphorst
  4. Gerrit van Egmond
  5. Albrecht van Egmond, Kanoniker zu Utrecht
2. Beatrix van Egmond, ehelichte Gijsbert heer van Vianen (1320–1391)
  1. Baerte van Egmond, ehelichte Gerard I. van Culemborg
  2. Maria van Egmond († um 1384), ehelichte Philips IV. van Wassenaer
  3. Catharina van Egmond (* um 1338), ehelichte Bartholomeus van Raephorst
  4. Antonia van Egmond, Äbtissin in Den Bosch
  5. Elisabeth van Egmond
  6. Griete van Egmond.

## Bastardlinien
Außer den ausgestorbenen Haupt- und Nebenlinien gab es auch einige Bastardlinien der Familie, darunter die Egmond van Merenstein (1559 ausgestorben), Egmond van Kenenburg (1703 ausgestorben) und Egmond van Cranenburch, von denen bis heute nur die Linien der Reichsgrafen von Geldern-Egmond (heute Mirbach-Geldern-Egmont) sowie die freiherrliche Familie von Isselstein (auch IJsselstein oder Ysselstein) fortbestehen. Die Abstammung der Van Egmond van de Nijenburg wird entgegen dazu genealogisch angezweifelt.

### Van Egmond van de Nijenburg

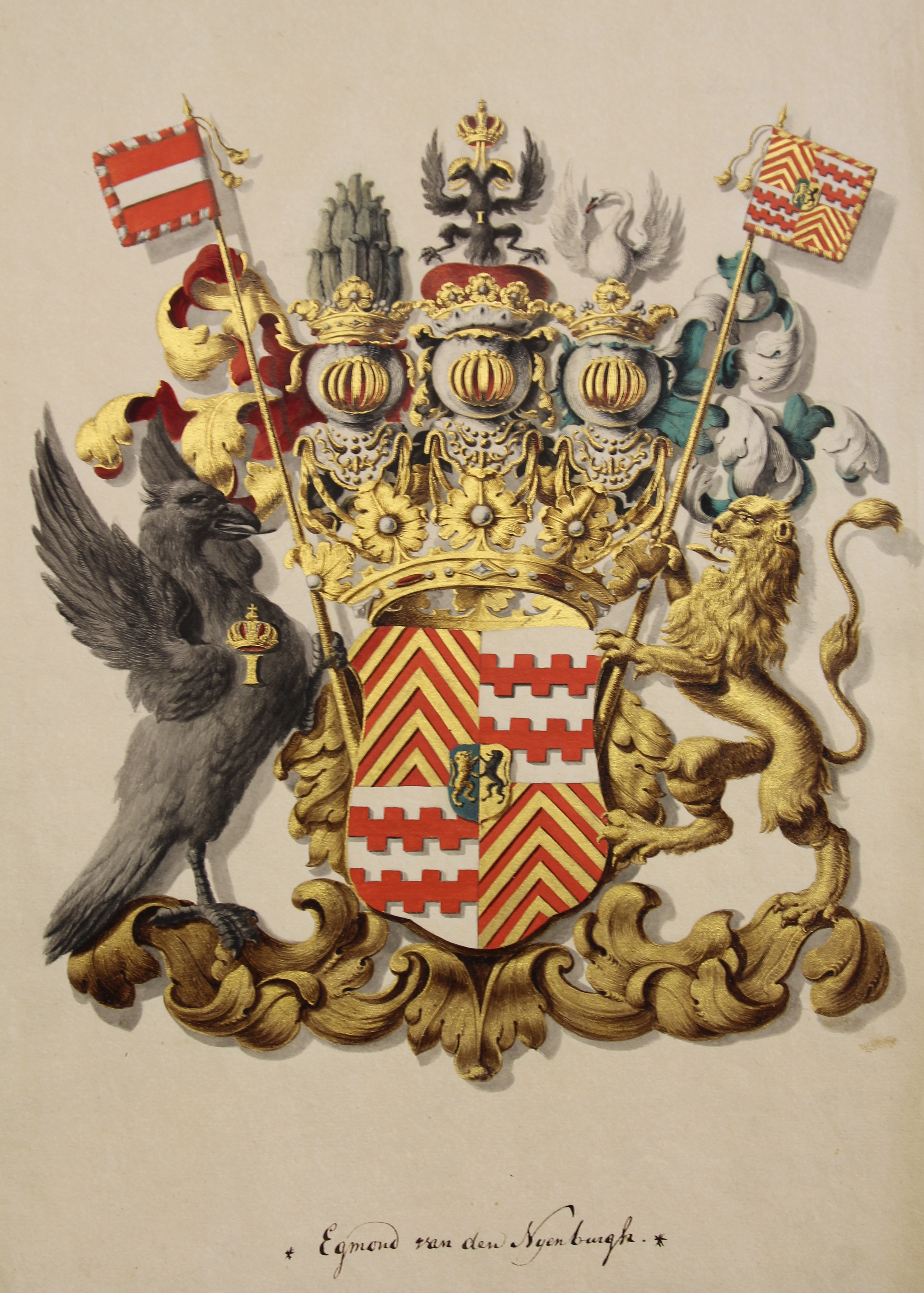
Wappen des Johan van Egmond van de Nijenburg anlässlich der Kaiserlichen Verleihung des Titels „Baron“ sowie des Egmond'schen Vollwappen im Jahre 1705

Die Abstammung der Familie van Egmond van de Nijenburg aus dem Haus Egmond-Geldern stellt eine unbewiesene Behauptung, angelehnt an deren eigene Familienüberlieferung, dar. Diese Familie zählte im Goldenen Zeitalter zu den führenden Familien des Alkmaaer Patriziats. Bei deren Stammherren handelt es sich um Gerrit Willemsz (ca. 1420/1435–vor 1480), der alleine unter diesem Patronym bekannt war. Er trat für die Grafen von Egmond als deren Baljuw von der Nijenburg auf und sollte laut jener Überlieferung ein außerehelicher Sohn von Wilhelm von Egmond (1412–1483), dem Statthalter von Geldern, und Margretha van Hoogwoude gewesen sein. Da Gerrit Willemsz aber 1450 als Bürgermeister von Alkmaar genannt wird, musste er 30 Jahre alt gewesen sein, und darum folglich um 1420 geboren worden sein. Damit kommt der 1412 geborene Wilhelm von Egmond nicht als Vater infrage. Gerrit Willemsz' Sohn Jan Gerritsz († 1523), gleichfalls Baljuw von der Nijenburg, stellte eine Abstammungstheorie auf, nach welcher seine Familie sich als ein außerehelicher Zweig der Egmond ansah. Er führte auch deren Wappen neben dem seinen. Dessen Enkelsohn, Jan Jansz van de Nyenburg (1515–1555) war der erste, der sich „van de Nijenburg“ nannte. Dessen Sohn Dirk Jansz (1537–1596), Präsident des Hohen Rates von Holland, nannte sich schlussendlich als der erste seiner Familie aus eigenem Recht ab circa 1580 „van Egmond van de Nijenburg“. Er führte widerrechtlich das Adelsprädikat Jonkheer, und verwendete das volle Wappen der Grafen Egmond, was ihm von da an die Gesamtfamilie gleichtat und beanspruchte. Zur Unterstützung dieses Anspruchs erwarb die Familie im 18. Jahrhundert das alte Stammschloss in Egmond aan den Hoef. 1705 wurden sie zu Baronen des Heiligen Römischen Reiches erhoben. Die Familie ist 1747 ausgestorben.

### Freiherren und Grafen von Geldern-Egmont
Stammvater des Adelsgeschlechtes Geldern-Egmond bzw. Geldern-Egmont (und später Mirbach-Geldern-Egmont) ist Reiner von Geldern (1460–1522), natürlicher Sohn des Adolf von Egmond, Herzog von Geldern (1438–1477). Das Geschlecht besaß 1503–1779 Arcen an der Maas in der Provinz Limburg (Niederlande), gehörte den Ritterschaften von Geldern und Jülich an und führte seit dem 17. Jahrhundert den Freiherrentitel.
Den Reichsgrafenstand erlangten sie mit dem Diplom zu München am 15. Juli 1790. Graf Alfons von Geldern-Egmont, dessen Mutter Gabriele eine geborene Freiin von Mirbach war, erhielt 1877 von König Ludwig II. von Bayern den Namen Mirbach-Geldern-Egmont. Er besaß das von seinem Vater, dem Grafen Alfons, 1877 gestiftete Fideikommiss Roggenburg in Schwaben mit dem ehemaligen Amtshaus des Reichsstifts Roggenburg als Herrensitz. Prinzregent Luitpold ernannte ihn 1909 zum erblichen Reichsrat der Krone Bayerns.

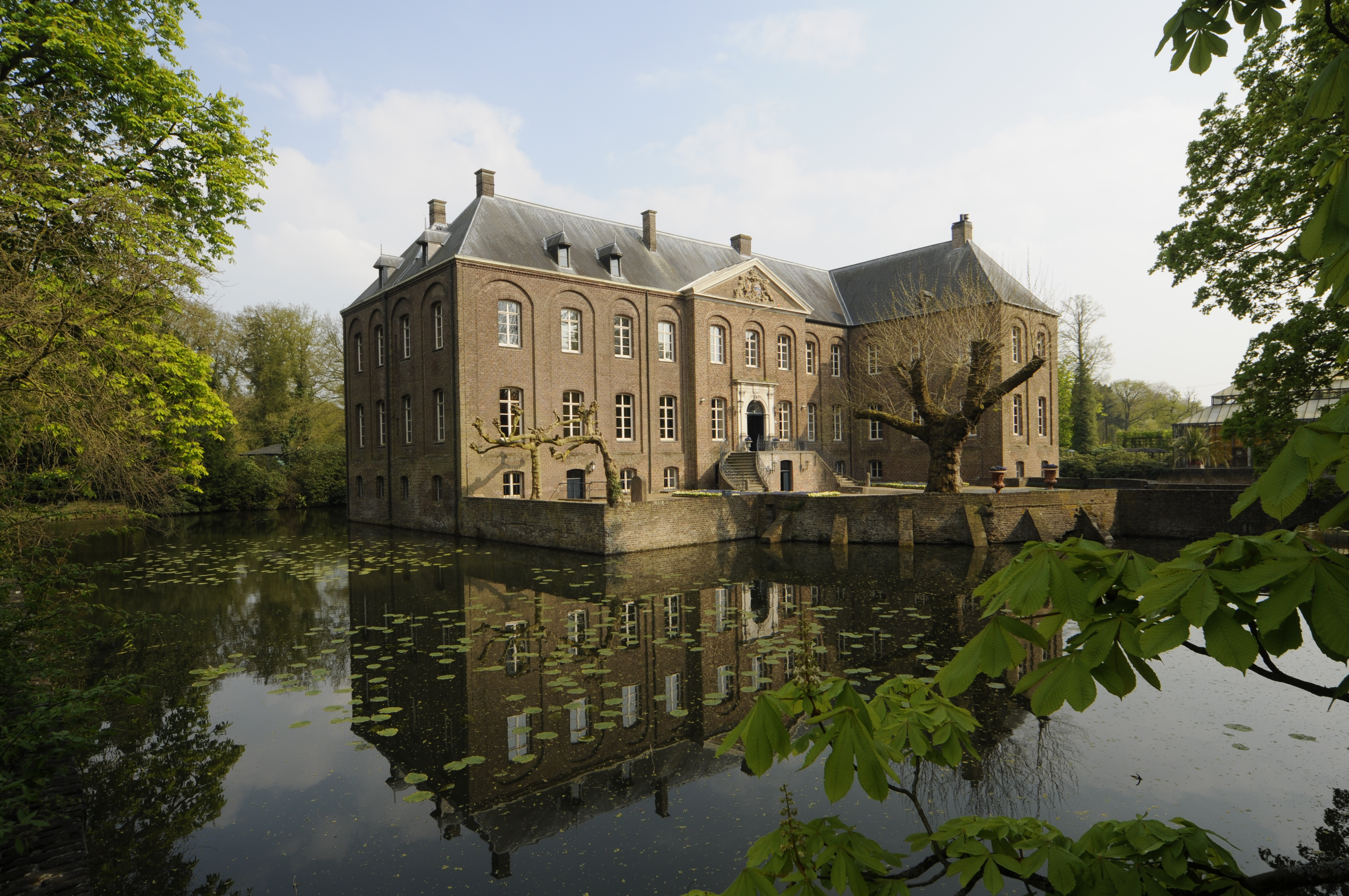
Schloss Arcen
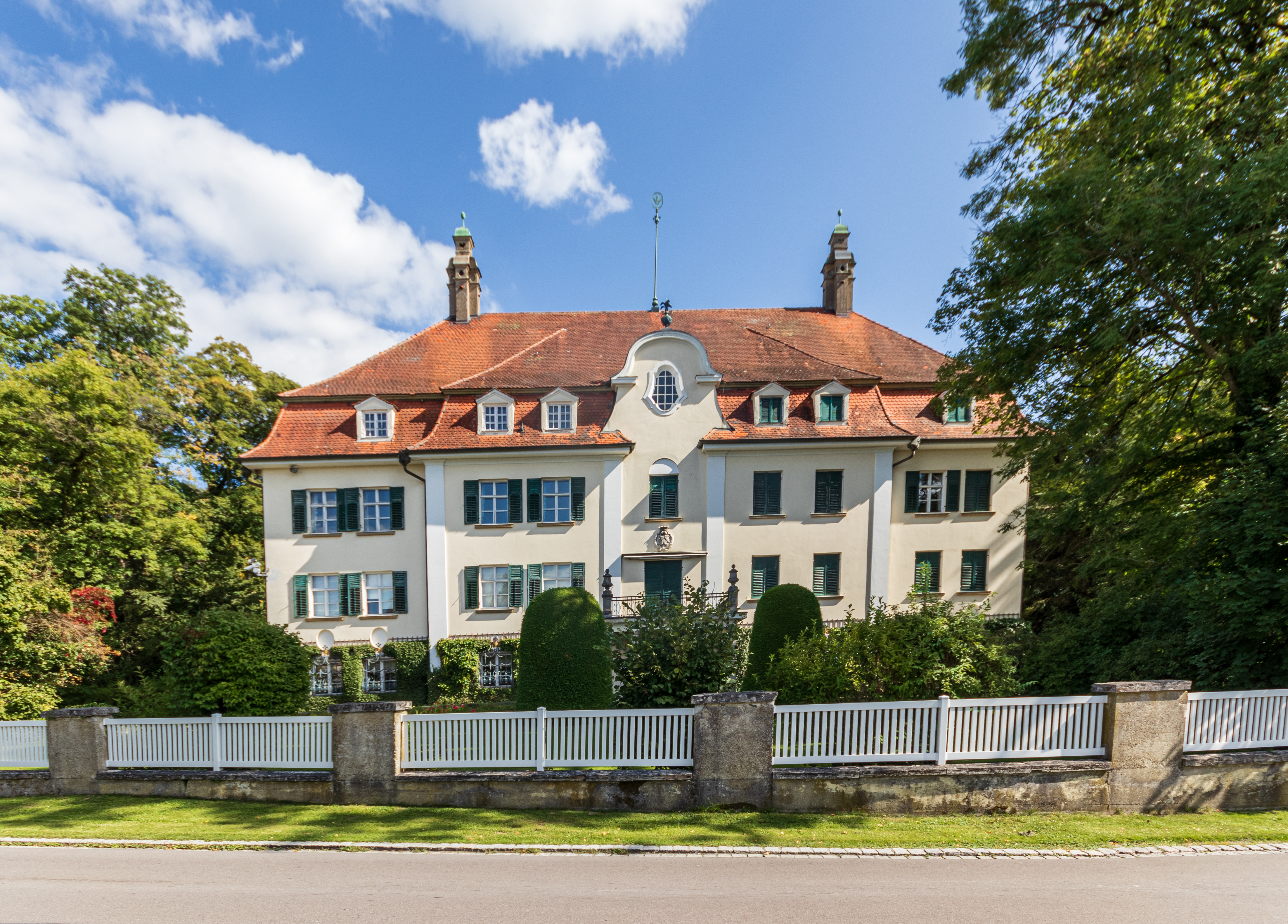
Schloss Roggenburg

### Van Egmond van IJsselstein

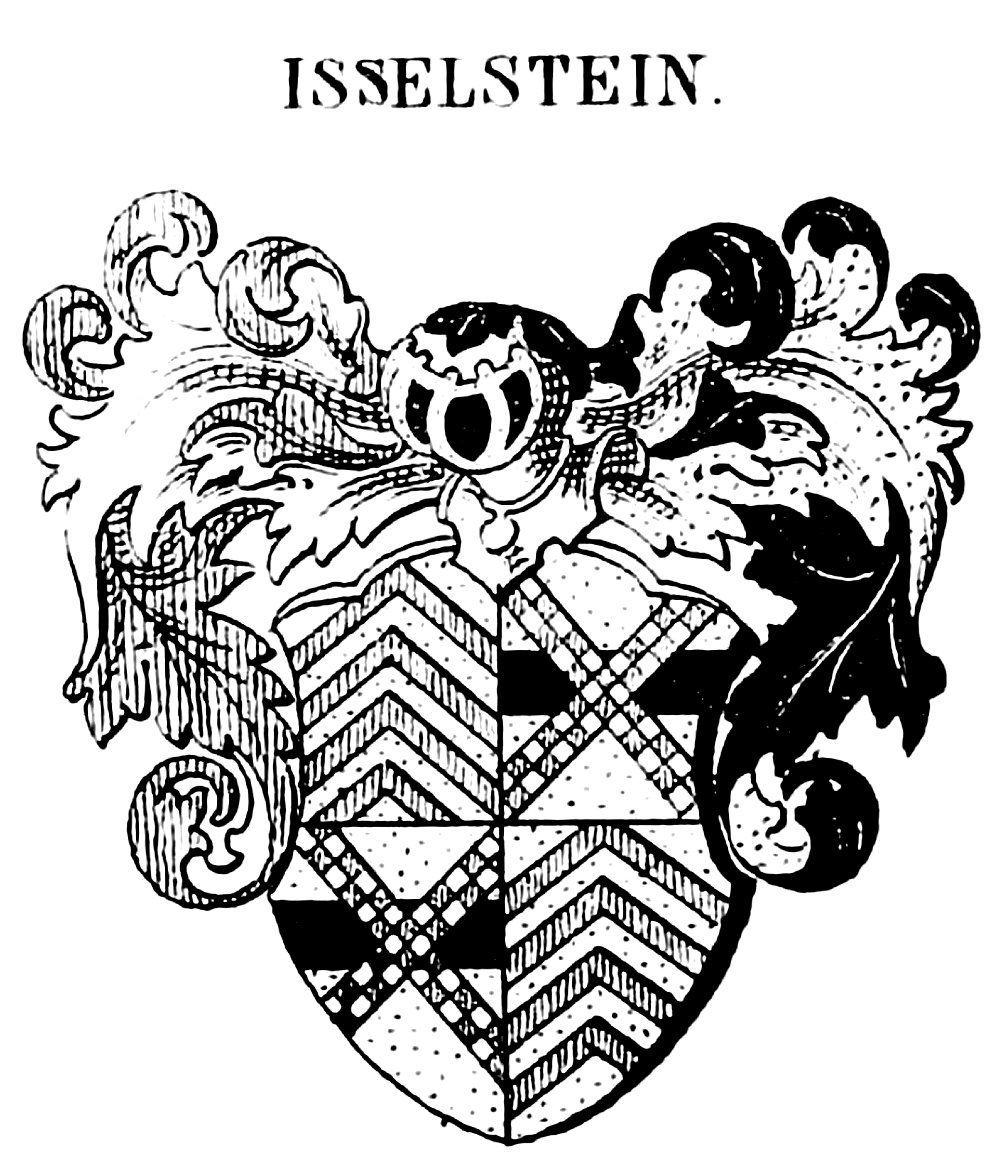
Wappen derer von Isselstein in Preußen

Die Familie Van Egmond van IJsselstein entstammte Frederik van Egmond und IJsselstein, Graf von Buren und Leerdam (* um 1440; † 1521) der neben seinem ehelichen Nachkommen Floris van Egmond, Graf von Buren (* 1469; † 14. Oktober 1539), Statthalter von Friesland diverse außereheliche Kinder hatte. Sein Sohn Christoffel van IJsselstein († um 1512) begründete diese neue Familie.